# A.C.A. Atelier d’Etude de constructions automobiles

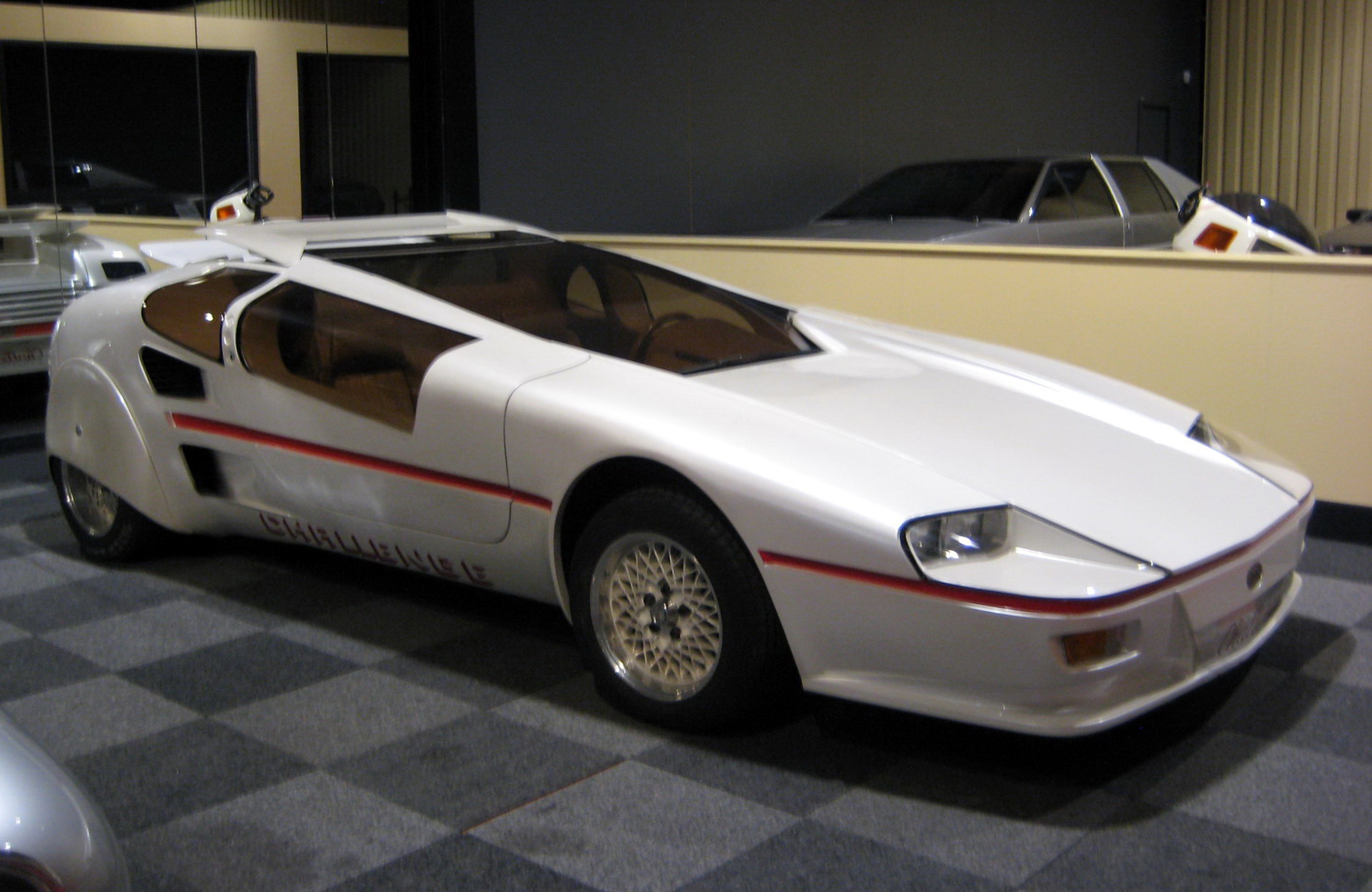
Sbarro Challenge (1985)

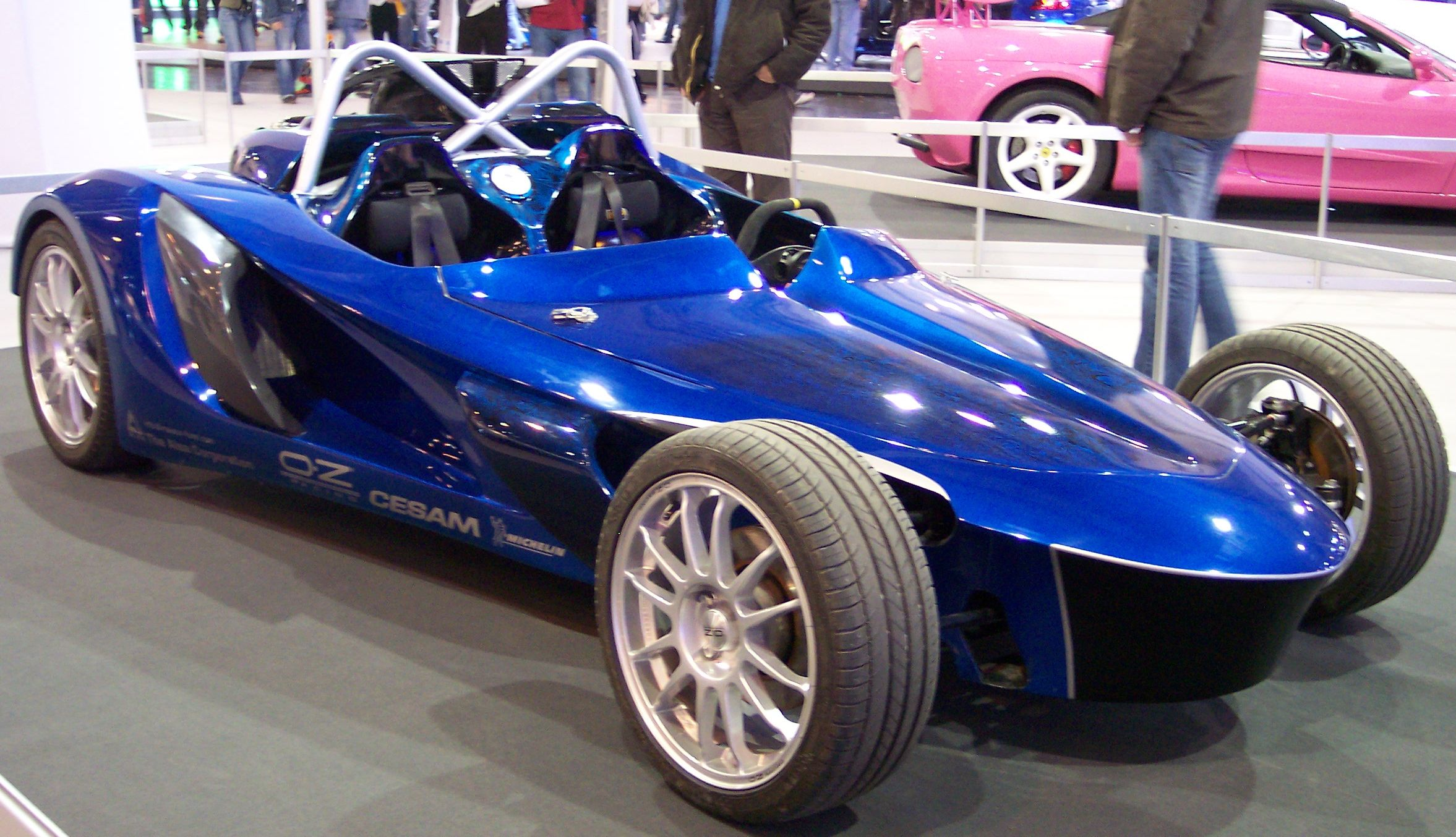
Sbarro Espera ESP 9

A.C.A. Atelier d’Etude de constructions automobiles S.à r.l. ist ein Schweizer Hersteller von Automobilen.

## Unternehmensgeschichte
Franco Sbarro gründete 1967 in Grandson das Unternehmen, das zunächst seinen Namen trug. 1968 erfolgte die Umbenennung in die noch heute gültige Firma. Die Entwicklung von Automobilen begann. Der Markenname lautet Sbarro.

## Fahrzeuge
Das Unternehmen stellt Fahrzeugentwürfe her, von denen die meisten Einzelstücke bleiben. Nur wenige Studien werden in Kleinserie produziert.